# 蒙塞 (杜省)
蒙塞（法語：Moncey，法語發音：[mɔ̃sɛ]）是法国杜省的一个市镇，属于贝桑松区。

## 地理
蒙塞（47°21'46"N, 6°7'11"E）面积5 平方千米，位于法国勃艮第-弗朗什-孔泰大區杜省，该省份为法国东部内陆省份，北起上索恩省，西接汝拉省，东部及东南部与瑞士接壤，东北部与贝尔福地区省接壤。
与蒙塞接壤的市镇（或旧市镇、城区）包括：蒂雷勒蒙、科尔塞勒-米耶洛、里涅、沃尼斯、瓦勒鲁瓦、尚普、马尔绍-绍德方丹。

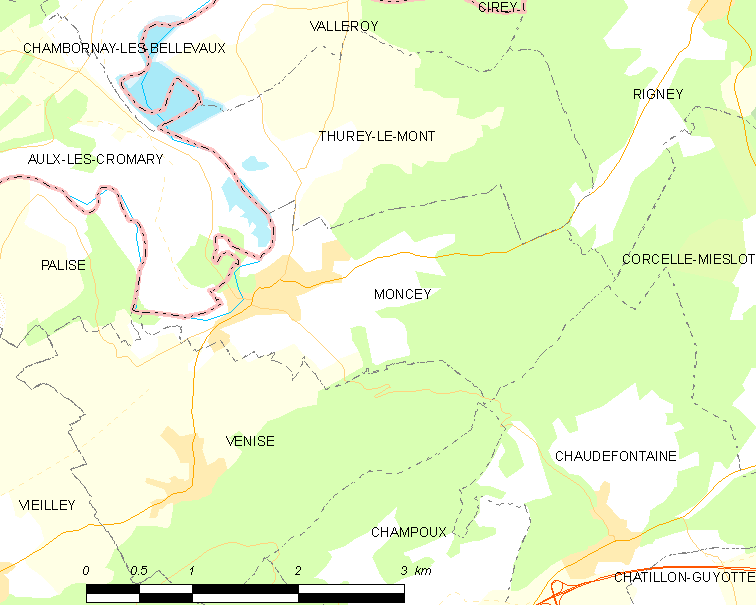
的OSM定位图

蒙塞的时区为UTC+01:00、UTC+02:00（夏令时）。

## 行政
蒙塞的邮政编码为25870，INSEE市镇编码为25382。

## 政治
蒙塞所属的省级选区为博姆莱达姆县。

## 人口

1962-2008年间人口变化图示

蒙塞于2022年1月1日时的人口数量为629人。